# Santo Antônio da Patrulha
Santo Antônio da Patrulha is een gemeente in de Braziliaanse deelstaat Rio Grande do Sul. De gemeente telt 39.500 inwoners (schatting 2009).

## Aangrenzende gemeenten
De gemeente grenst aan Capivari, Caraá, Glorinha, Osório, Riozinho, Rolante, Taquara en Viamão.